# Karolina Sieroń
Karolina Maria Sieroń (ur. 17 marca 1975) – polska lekarka, profesor nauk medycznych, profesor uczelni Katedry i Oddziału Klinicznego Chorób Wewnętrznych, Angiologii i Medycyny Fizykalnej Wydziału Nauk Medycznych w Zabrzu Śląskiego Uniwersytetu Medycznego w Katowicach.

## Życiorys
Karolina Sieroń w 2000 ukończyła studia medyczne na Wydziale Lekarskim w Zabrzu Śląskiej Akademii Medycznej w Katowicach. W 2004 r. obroniła pracę doktorską w dyscyplinie medycyna, specjalność – pediatria, Przeciwbólowe działanie magnetostymulacji u szczurów (promotor: Jerzy Żmudziński). W 2013 r. habilitowała się w specjalności choroby wewnętrzne i medycyna fizykalna na podstawie pracy zatytułowanej Wpływ wybranych pól elektromagnetycznych na przebieg procesów prooksydacyjno-antyoksydacyjnych w przewodzie pokarmowym szczurów. W 2018 r. uzyskała tytuł profesora nauk medycznych.
Została zatrudniona w Katedrze i Oddziale Klinicznym Chorób Wewnętrznych, Angiologii i Medycyny Fizykalnej na Wydziale Lekarskim z Oddziałem Lekarsko-Dentystycznym w Zabrzu Śląskiego Uniwersytetu Medycznego w Katowicach. Stworzyła tam Pracownię Endoskopii Kapsułkowej. Została kierownikiem pododdziału internistyczno-gastrologicznego oraz koordynatorem Pracowni Ultrasonograficznej. Jest profesorem uczelni i kierownikiem oraz twórczynią Katedry i Oddziału Klinicznego Chorób Wewnętrznych, Angiologii i Medycyny Fizykalnej Wydziału Nauk Medycznych w Zabrzu SUM. W 2016 została Przewodniczącą Wydziałowej Komisji Wyborczej Wydziału Nauk o Zdrowiu SUM. Wypromowała (do 2018 r.) troje doktorów.
Specjalizuje się w obszarze chorób wewnętrznych i gastroenterologii, balneologii i medycynie fizykalnej. Skupia się na ocenie przydatności klinicznej endoskopii klasycznej i autofluorescencyjnej przewodu pokarmowego, diagnostyce i terapii fotodynamicznej w stanach przednowotworowych i nowotworowych, a także na badaniach klinicznych i doświadczalnych oceniających przydatność terapeutyczną oddziaływania pól elektromagnetycznych, światła i temperatur kriogenicznych w wybranych jednostkach chorobowych. Zajmuje się także medycyną sportu. Ma uprawnienia do przeprowadzania badań i wydawania orzeczeń o zdolności do uprawiania danego sportu przez dzieci i młodzież do ukończenia 21 roku życia oraz przez zawodników pomiędzy 21 a 23 rokiem życia.
Jest założycielką i prezesem Polskiego Towarzystwa Rehabilitacji Gastroenterologicznej. Członkini Zarządu Głównego Polskiego Towarzystwa Krioterapii.
Otrzymała Nagrodę Naukową Ministra Zdrowia i 10 nagród Rektora SUM w zakresie działalności naukowej oraz osiągnięć dydaktycznych.
W 2020 została kierownikiem oddziału covidowego katowickiego szpitala MSWiA. Sama także uległa zarażeniu. Była w mediach przedstawiana jako symbol poświęcenia lekarzy w walce z pandemią.
Córka Aleksandra Romualda Sieronia.

## Odznaczenia
- Złoty Krzyż Zasługi (2021)[8]